# Ananías (nombre)
Ananías es un nombre propio masculino de origen hebreo en su variante en español. Proviene del hebreo חנינא (Hananyah) y significa "Yahveh es piadoso", por lo que tiene el mismo origen que Juan (Yehohanan).

## Santoral
- 25 de enero: San Ananías, mártir en Damasco en el siglo I.
- 16 de diciembre: Ananías, uno de los tres jóvenes arrojados por Nabucodonosor al horno.

## Variantes
| Variantes en otras lenguas | Variantes en otras lenguas |
| -------------------------- | -------------------------- |
| Español                    | Ananías                    |
| Alemán                     | Ananias                    |
| Catalán                    | Ananies                    |
| Checo                      | Ananiáš                    |
| Danés                      | Ananias                    |
| Finlandés                  | Ananias                    |
| Francés                    | Ananias, Ananie            |
| Griego                     | Ανανίας (Ananías)          |
| Hebreo                     | חנינא (Haninah)            |
| Holandés                   | Ananias                    |
| Inglés                     | Ananias, Hananiah          |
| Italiano                   | Anania                     |
| Noruego                    | Ananias                    |
| Polaco                     | Ananiasz                   |
| Portugués                  | Ananias                    |
| Ruso                       | Анания (Ananija)           |
| Sueco                      | Ananias                    |

Femenino: Ana